# Ulcani
Ulcani (węg. Ülke) – wieś w Rumunii, w okręgu Harghita, w gminie Dealu. W 2011 roku liczyła 374 mieszkańców.